# Relations entre le Tadjikistan et l'Union européenne
Les relations entre le Tadjikistan et l’Union européenne reposent sur un accord de partenariat et de coopération depuis 2010.

## Sources

## Compléments